# Bromuro ferroso
Il bromuro ferroso è il sale del ferro con stato di ossidazione pari a 2 (Fe+2) dell'acido bromidrico; la formula bruta è FeBr2. Alle condizioni standard si presenta come un solido marrone. 

## Struttura
Come molti metalloalogenuri, FeBr2 adotta una struttura polimerica con l'atomo metallico al centro. Cristallizza nella struttura del CdI2, con strati vicini di ioni di bromo tra cui vi sono ioni di Fe(II) piazzati in buchi ottaedrici. La disposizione degli alogenuri è leggermente diversa da quella del FeCl2, che adotta la configurazione del CdCl2. Il FeBr2 è capace di formare idrati.

## Sintesi
Il FeBr2 è preparato facendo reagire ferro metallico con una soluzione concentrata di acido bromidrico in metanolo, ottenendo il solvato di metanolo [Fe(MeOH)6]Br2 e idrogeno gassoso. Riscaldando il complesso di metanolo nel vuoto a circa 160 °C si ottiene FeBr2 puro.
Il bromuro ferroso non può essere ottenuto dalla reazione tra ferro e bromo, che dà invece bromuro ferrico.

## Reazioni possibili del Bromuro ferroso
Il FeBr2 reagisce con 2 equivalenti di (C2H5)4NBr dando [(C2H5)4N]2FeBr4.
Reagisce inoltre con bromuro e bromo formando un composto intensamente colorato e a valenze miste, il [FeBr3Br9]−.
Il FeBr2 è inoltre un debole agente riduttore, come tutti i composti ferrosi.